# Comuni della Polonia (S-Z)
Questo è un elenco dei 2.479 comuni della Polonia ordinati alfabeticamente dalla S alla Z.
| Numero | Comune                               | Distretto                            | Voivodato | Tipo |
| ------ | ------------------------------------ | ------------------------------------ | --------- | ---- |
| 1.787  | Sabnie                               | Distretto di Sokołów                 | MZ        | w    |
| 1.788  | Sadki                                | Distretto di Nakło                   | KP        | w    |
| 1.789  | Sadkowice                            | Distretto di Rawa                    | LD        | w    |
| 1.790  | Sadlinki                             | Distretto di Kwidzyn                 | PM        | w    |
| 1.791  | Sadowie                              | Distretto di Opatów                  | SK        | w    |
| 1.792  | Sadowne                              | Distretto di Węgrów                  | MZ        | w    |
| 1.793  | Samborzec                            | Distretto di Sandomierz              | SK        | w    |
| 1.794  | Sandomierz                           | Distretto di Sandomierz              | SK        | m    |
| 1.795  | Sanniki                              | Distretto di Gostynin                | MZ        | w    |
| 1.796  | Sanok                                | Distretto di Sanok                   | PK        | m    |
| 1.797  | Sanok (comune rurale)                | Distretto di Sanok                   | PK        | w    |
| 1.798  | Santok                               | Distretto di Gorzów                  | LB        | w    |
| 1.799  | Sarnaki                              | Distretto di Łosice                  | MZ        | w    |
| 1.800  | Sawin                                | Distretto di Chełm                   | LU        | w    |
| 1.801  | Secemin                              | Distretto di Włoszczowa              | SK        | w    |
| 1.802  | Sejny                                | Distretto di Sejny                   | PD        | m    |
| 1.803  | Sejny (comune rurale)                | Distretto di Sejny                   | PD        | w    |
| 1.804  | Serniki                              | Distretto di Lubartów                | LU        | w    |
| 1.805  | Serock                               | Distretto di Legionowo               | MZ        | mw   |
| 1.806  | Serokomla                            | Distretto di Łuków                   | LU        | w    |
| 1.807  | Sędziejowice                         | Distretto di Łask                    | LD        | w    |
| 1.808  | Sędziszów                            | Distretto di Jędrzejów               | SK        | mw   |
| 1.809  | Sędziszów Małopolski                 | Distretto di Ropczyce                | PK        | mw   |
| 1.810  | Sękowa                               | Distretto di Gorlice                 | MA        | w    |
| 1.811  | Sępopol                              | Distretto di Bartoszyce              | WN        | mw   |
| 1.812  | Sępólno Krajeńskie                   | Distretto di Sępólno                 | KP        | mw   |
| 1.813  | Sianów                               | Distretto di Koszalin                | ZP        | mw   |
| 1.814  | Sicienko                             | Distretto di Bydgoszcz               | KP        | w    |
| 1.815  | Sidra                                | Distretto di Sokółka                 | PD        | w    |
| 1.816  | Sieciechów                           | Distretto di Kozienice               | MZ        | w    |
| 1.817  | Siedlce                              |                                      | MZ        | m    |
| 1.818  | Siedlce (comune rurale)              | Distretto di Siedlce                 | MZ        | w    |
| 1.819  | Siedlec                              | Distretto di Wolsztyn                | WP        | w    |
| 1.820  | Siedlisko                            | Distretto di Nowa Sól                | LB        | w    |
| 1.821  | Siedliszcze                          | Distretto di Chełm                   | LU        | w    |
| 1.822  | Siekierczyn                          | Distretto di Lubań                   | DS        | w    |
| 1.823  | Siemianowice Śląskie                 |                                      | SL        | m    |
| 1.824  | Siemiatycze                          | Distretto di Siemiatycze             | PD        | m    |
| 1.825  | Siemiatycze (comune rurale)          | Distretto di Siemiatycze             | PD        | w    |
| 1.826  | Siemiątkowo                          | Distretto di Żuromin                 | MZ        | w    |
| 1.827  | Siemień                              | Distretto di Parczew                 | LU        | w    |
| 1.828  | Siemkowice                           | Distretto di Pajęczno                | LD        | w    |
| 1.829  | Siemyśl                              | Distretto di Kołobrzeg               | ZP        | w    |
| 1.830  | Sieniawa                             | Distretto di Przeworsk               | PK        | mw   |
| 1.831  | Siennica                             | Distretto di Mińsk                   | MZ        | w    |
| 1.832  | Siennica Różana                      | Distretto di Krasnystaw              | LU        | w    |
| 1.833  | Sienno                               | Distretto di Lipsko                  | MZ        | w    |
| 1.834  | Siepraw                              | Distretto di Myślenice               | MA        | w    |
| 1.835  | Sieradz                              | Distretto di Sieradz                 | LD        | m    |
| 1.836  | Sieradz (comune rurale)              | Distretto di Sieradz                 | LD        | w    |
| 1.837  | Sierakowice                          | Distretto di Kartuzy                 | PM        | w    |
| 1.838  | Sieraków                             | Distretto di Międzychód              | WP        | mw   |
| 1.839  | Sieroszewice                         | Distretto di Ostrów Wielkopolski     | WP        | w    |
| 1.840  | Sierpc                               | Distretto di Sierpc                  | MZ        | m    |
| 1.841  | Sierpc (comune rurale)               | Distretto di Sierpc                  | MZ        | w    |
| 1.842  | Siewierz                             | Distretto di Będzin                  | SL        | mw   |
| 1.843  | Sitkówka-Nowiny                      | Distretto di Kielce                  | SK        | w    |
| 1.844  | Sitno                                | Distretto di Zamość                  | LU        | w    |
| 1.845  | Skalbmierz                           | Distretto di Kazimierza Wielka       | SK        | mw   |
| 1.846  | Skała                                | Distretto di Cracovia                | MA        | mw   |
| 1.847  | Skarbimierz                          | Distretto di Brzeg                   | OP        | w    |
| 1.848  | Skarszewy                            | Distretto di Starogard               | PM        | mw   |
| 1.849  | Skaryszew                            | Distretto di Radom                   | MZ        | mw   |
| 1.850  | Skarżysko-Kamienna                   | Distretto di Skarżysko-Kamienna      | SK        | m    |
| 1.851  | Skarżysko Kościelne                  | Distretto di Skarżysko-Kamienna      | SK        | w    |
| 1.852  | Skawina                              | Distretto di Cracovia                | MA        | mw   |
| 1.853  | Skąpe                                | Distretto di Świebodzin              | LB        | w    |
| 1.854  | Skępe                                | Distretto di Lipno                   | KP        | mw   |
| 1.855  | Skierbieszów                         | Distretto di Zamość                  | LU        | w    |
| 1.856  | Skierniewice                         |                                      | LD        | m    |
| 1.857  | Skierniewice (comune rurale)         | Distretto di Skierniewice            | LD        | w    |
| 1.858  | Skoczów                              | Distretto di Cieszyn                 | SL        | mw   |
| 1.859  | Skoki                                | Distretto di Wągrowiec               | WP        | mw   |
| 1.860  | Skołyszyn                            | Distretto di Jasło                   | PK        | w    |
| 1.861  | Skomlin                              | Distretto di Wieluń                  | LD        | w    |
| 1.862  | Skoroszyce                           | Distretto di Nysa                    | OP        | w    |
| 1.863  | Skórcz                               | Distretto di Starogard               | PM        | m    |
| 1.864  | Skórcz (comune rurale)               | Distretto di Starogard               | PM        | w    |
| 1.865  | Skórzec                              | Distretto di Siedlce                 | MZ        | w    |
| 1.866  | Skrwilno                             | Distretto di Rypin                   | KP        | w    |
| 1.867  | Skrzyszów                            | Distretto di Tarnów                  | MA        | w    |
| 1.868  | Skulsk                               | Distretto di Konin                   | WP        | w    |
| 1.869  | Skwierzyna                           | Distretto di Międzyrzecz             | LB        | mw   |
| 1.870  | Słaboszów                            | Distretto di Miechów                 | MA        | w    |
| 1.871  | Sława                                | Distretto di Wschowa                 | LB        | mw   |
| 1.872  | Sławatycze                           | Distretto di Biała Podlaska          | LU        | w    |
| 1.873  | Sławków                              | Distretto di Będzin                  | SL        | m    |
| 1.874  | Sławno (Pomerania Occidentale)       | Distretto di Sławno                  | ZP        | m    |
| 1.875  | Sławno (Łódź)                        | Distretto di Opoczno                 | LD        | w    |
| 1.876  | Sławno (comune rurale)               | Distretto di Sławno                  | ZP        | w    |
| 1.877  | Sławoborze                           | Distretto di Świdwin                 | ZP        | w    |
| 1.878  | Słomniki                             | Distretto di Cracovia                | MA        | mw   |
| 1.879  | Słońsk                               | Distretto di Sulęcin                 | LB        | w    |
| 1.880  | Słopnice                             | Distretto di Limanowa                | MA        | w    |
| 1.881  | Słubice (Masovia)                    | Distretto di Płock                   | MZ        | w    |
| 1.882  | Słubice (Lubusz)                     | Distretto di Słubice                 | LB        | mw   |
| 1.883  | Słupca                               | Distretto di Słupca                  | WP        | m    |
| 1.884  | Słupca (comune rurale)               | Distretto di Słupca                  | WP        | w    |
| 1.885  | Słupia (Jędrzejów)                   | Distretto di Jędrzejów               | SK        | w    |
| 1.886  | Słupia (Końskie)                     | Distretto di Końskie                 | SK        | w    |
| 1.887  | Słupia (Łódź)                        | Distretto di Skierniewice            | LD        | w    |
| 1.888  | Słupno                               | Distretto di Płock                   | MZ        | w    |
| 1.889  | Słupsk                               |                                      | PM        | m    |
| 1.890  | Słupsk (comune rurale)               | Distretto di Słupsk                  | PM        | w    |
| 1.891  | Smętowo Graniczne                    | Distretto di Starogard               | PM        | w    |
| 1.892  | Smołdzino                            | Distretto di Słupsk                  | PM        | w    |
| 1.893  | Smyków                               | Distretto di Końskie                 | SK        | w    |
| 1.894  | Sobienie-Jeziory                     | Distretto di Otwock                  | MZ        | w    |
| 1.895  | Sobków                               | Distretto di Jędrzejów               | SK        | w    |
| 1.896  | Sobolew                              | Distretto di Garwolin                | MZ        | w    |
| 1.897  | Sobótka                              | Distretto di Breslavia               | DS        | mw   |
| 1.898  | Sochaczew                            | Distretto di Sochaczew               | MZ        | m    |
| 1.899  | Sochaczew (comune rurale)            | Distretto di Sochaczew               | MZ        | w    |
| 1.900  | Sochocin                             | Distretto di Płońsk                  | MZ        | w    |
| 1.901  | Sokolniki                            | Distretto di Wieruszów               | LD        | w    |
| 1.902  | Sokołów Małopolski                   | Distretto di Rzeszów                 | PK        | mw   |
| 1.903  | Sokołów Podlaski                     | Distretto di Sokołów                 | MZ        | m    |
| 1.904  | Sokołów Podlaski                     | Distretto di Sokołów                 | MZ        | w    |
| 1.905  | Sokoły                               | Distretto di Wysokie Mazowieckie     | PD        | w    |
| 1.906  | Sokółka                              | Distretto di Sokółka                 | PD        | mw   |
| 1.907  | Solec Kujawski                       | Distretto di Bydgoszcz               | KP        | mw   |
| 1.908  | Solec nad Wisłą                      | Distretto di Lipsko                  | MZ        | w    |
| 1.909  | Solec-Zdrój                          | Distretto di Busko-Zdrój             | SK        | w    |
| 1.910  | Solina                               | Distretto di Lesko                   | PK        | w    |
| 1.911  | Somianka                             | Distretto di Wyszków                 | MZ        | w    |
| 1.912  | Somonino                             | Distretto di Kartuzy                 | PM        | w    |
| 1.913  | Sompolno                             | Distretto di Konin                   | WP        | mw   |
| 1.914  | Sońsk                                | Distretto di Ciechanów               | MZ        | w    |
| 1.915  | Sopot                                |                                      | PM        | m    |
| 1.916  | Sorkwity                             | Distretto di Mrągowo                 | WN        | w    |
| 1.917  | Sosnowica                            | Distretto di Parczew                 | LU        | w    |
| 1.918  | Sosnowiec                            |                                      | SL        | m    |
| 1.919  | Sosnówka                             | Distretto di Biała Podlaska          | LU        | w    |
| 1.920  | Sośnicowice                          | Distretto di Gliwice                 | SL        | mw   |
| 1.921  | Sośnie                               | Distretto di Ostrów Wielkopolski     | WP        | w    |
| 1.922  | Sośno                                | Distretto di Sępólno                 | KP        | w    |
| 1.923  | Spiczyn                              | Distretto di Łęczna                  | LU        | w    |
| 1.924  | Spytkowice (Nowy Targ)               | Distretto di Nowy Targ               | MA        | w    |
| 1.925  | Spytkowice (Wadowice)                | Distretto di Wadowice                | MA        | w    |
| 1.926  | Srokowo                              | Distretto di Kętrzyn                 | WN        | w    |
| 1.927  | Stalowa Wola                         | Distretto di Stalowa Wola            | PK        | m    |
| 1.928  | Stanin                               | Distretto di Łuków                   | LU        | w    |
| 1.929  | Stanisławów                          | Distretto di Mińsk                   | MZ        | w    |
| 1.930  | Stara Biała                          | Distretto di Płock                   | MZ        | w    |
| 1.931  | Stara Błotnica                       | Distretto di Białobrzegi             | MZ        | w    |
| 1.932  | Stara Dąbrowa                        | Distretto di Stargard Szczeciński    | ZP        | w    |
| 1.933  | Stara Kamienica                      | Distretto di Jelenia Góra            | DS        | w    |
| 1.934  | Stara Kiszewa                        | Distretto di Kościerzyna             | PM        | w    |
| 1.935  | Stara Kornica                        | Distretto di Łosice                  | MZ        | w    |
| 1.936  | Starachowice                         | Distretto di Starachowice            | SK        | m    |
| 1.937  | Starcza                              | Distretto di Częstochowa             | SL        | w    |
| 1.938  | Stare Babice                         | Distretto di Varsavia Ovest          | MZ        | w    |
| 1.939  | Stare Bogaczowice                    | Distretto di Wałbrzych               | DS        | w    |
| 1.940  | Stare Czarnowo                       | Distretto di Gryfino                 | ZP        | w    |
| 1.941  | Stare Juchy                          | Distretto di Ełk                     | WN        | w    |
| 1.942  | Stare Kurowo                         | Distretto di Strzelce-Drezdenko      | LB        | w    |
| 1.943  | Stare Miasto                         | Distretto di Konin                   | WP        | w    |
| 1.944  | Stare Pole                           | Distretto di Malbork                 | PM        | w    |
| 1.945  | Stargard Szczeciński                 | Distretto di Stargard Szczeciński    | ZP        | m    |
| 1.946  | Stargard Szczeciński (comune rurale) | Distretto di Stargard Szczeciński    | ZP        | w    |
| 1.947  | Starogard Gdański                    | Distretto di Starogard               | PM        | m    |
| 1.948  | Starogard Gdański (comune rurale)    | Distretto di Starogard               | PM        | w    |
| 1.949  | Staroźreby                           | Distretto di Płock                   | MZ        | w    |
| 1.950  | Stary Brus                           | Distretto di Włodawa                 | LU        | w    |
| 1.951  | Stary Dzierzgoń                      | Distretto di Sztum                   | PM        | w    |
| 1.952  | Stary Dzików                         | Distretto di Lubaczów                | PK        | w    |
| 1.953  | Stary Lubotyń                        | Distretto di Ostrów Mazowiecka       | MZ        | w    |
| 1.954  | Stary Sącz                           | Distretto di Nowy Sącz               | MA        | mw   |
| 1.955  | Stary Targ                           | Distretto di Sztum                   | PM        | w    |
| 1.956  | Stary Zamość                         | Distretto di Zamość                  | LU        | w    |
| 1.957  | Staszów                              | Distretto di Staszów                 | SK        | mw   |
| 1.958  | Stawiguda                            | Distretto di Olsztyn                 | WN        | w    |
| 1.959  | Stawiski                             | Distretto di Kolno                   | PD        | mw   |
| 1.960  | Stawiszyn                            | Distretto di Kalisz                  | WP        | mw   |
| 1.961  | Stąporków                            | Distretto di Końskie                 | SK        | mw   |
| 1.962  | Stegna                               | Distretto di Nowy Dwór Gdański       | PM        | w    |
| 1.963  | Stepnica                             | Distretto di Goleniów                | ZP        | w    |
| 1.964  | Sterdyń                              | Distretto di Sokołów                 | MZ        | w    |
| 1.965  | Stęszew                              | Distretto di Poznań                  | WP        | mw   |
| 1.966  | Stężyca (Pomerania)                  | Distretto di Kartuzy                 | PM        | w    |
| 1.967  | Stężyca (Lublino)                    | Distretto di Ryki                    | LU        | w    |
| 1.968  | Stoczek                              | Distretto di Węgrów                  | MZ        | w    |
| 1.969  | Stoczek Łukowski                     | Distretto di Łuków                   | LU        | m    |
| 1.970  | Stoczek Łukowski (comune rurale)     | Distretto di Łuków                   | LU        | w    |
| 1.971  | Stolno                               | Distretto di Chełmno                 | KP        | w    |
| 1.972  | Stopnica                             | Distretto di Busko-Zdrój             | SK        | w    |
| 1.973  | Stoszowice                           | Distretto di Ząbkowice Śląskie       | DS        | w    |
| 1.974  | Strachówka                           | Distretto di Wołomin                 | MZ        | w    |
| 1.975  | Strawczyn                            | Distretto di Kielce                  | SK        | w    |
| 1.976  | Stromiec                             | Distretto di Białobrzegi             | MZ        | w    |
| 1.977  | Stronie Śląskie                      | Distretto di Kłodzko                 | DS        | mw   |
| 1.978  | Strumień                             | Distretto di Cieszyn                 | SL        | mw   |
| 1.979  | Stryków                              | Distretto di Zgierz                  | LD        | mw   |
| 1.980  | Stryszawa                            | Distretto di Sucha                   | MA        | w    |
| 1.981  | Stryszów                             | Distretto di Wadowice                | MA        | w    |
| 1.982  | Strzałkowo                           | Distretto di Słupca                  | WP        | w    |
| 1.983  | Strzegom                             | Distretto di Świdnica                | DS        | mw   |
| 1.984  | Strzegowo                            | Distretto di Mława                   | MZ        | w    |
| 1.985  | Strzelce                             | Distretto di Kutno                   | LD        | w    |
| 1.986  | Strzelce Krajeńskie                  | Distretto di Strzelce-Drezdenko      | LB        | mw   |
| 1.987  | Strzelce Opolskie                    | Distretto di Strzelce                | OP        | mw   |
| 1.988  | Strzelce Wielkie                     | Distretto di Pajęczno                | LD        | w    |
| 1.989  | Strzeleczki                          | Distretto di Krapkowice              | OP        | w    |
| 1.990  | Strzelin                             | Distretto di Strzelin                | DS        | mw   |
| 1.991  | Strzelno                             | Distretto di Mogilno                 | KP        | mw   |
| 1.992  | Strzyżewice                          | Distretto di Lublino                 | LU        | w    |
| 1.993  | Strzyżów                             | Distretto di Strzyżów                | PK        | mw   |
| 1.994  | Stubno                               | Distretto di Przemyśl                | PK        | w    |
| 1.995  | Studzienice                          | Distretto di Bytów                   | PM        | w    |
| 1.996  | Stupsk                               | Distretto di Mława                   | MZ        | w    |
| 1.997  | Subkowy                              | Distretto di Tczew                   | PM        | w    |
| 1.998  | Sucha Beskidzka                      | Distretto di Sucha                   | MA        | m    |
| 1.999  | Suchań                               | Distretto di Stargard Szczeciński    | ZP        | mw   |
| 2.000  | Suchedniów                           | Distretto di Skarżysko-Kamienna      | SK        | mw   |
| 2.001  | Suchowola                            | Distretto di Sokółka                 | PD        | mw   |
| 2.002  | Suchożebry                           | Distretto di Siedlce                 | MZ        | w    |
| 2.003  | Suchy Dąb                            | Distretto di Danzica                 | PM        | w    |
| 2.004  | Suchy Las                            | Distretto di Poznań                  | WP        | w    |
| 2.005  | Sulechów                             | Distretto di Zielona Góra            | LB        | mw   |
| 2.006  | Sulejów                              | Distretto di Piotrków                | LD        | mw   |
| 2.007  | Sulejówek                            | Distretto di Mińsk                   | MZ        | m    |
| 2.008  | Sulęcin                              | Distretto di Sulęcin                 | LB        | mw   |
| 2.009  | Sulęczyno                            | Distretto di Kartuzy                 | PM        | w    |
| 2.010  | Sulików                              | Distretto di Zgorzelec               | DS        | w    |
| 2.011  | Sulmierzyce (Grande Polonia)         | Distretto di Krotoszyn               | WP        | m    |
| 2.012  | Sulmierzyce (Łódź)                   | Distretto di Pajęczno                | LD        | w    |
| 2.013  | Sułkowice                            | Distretto di Myślenice               | MA        | mw   |
| 2.014  | Sułoszowa                            | Distretto di Cracovia                | MA        | w    |
| 2.015  | Sułów                                | Distretto di Zamość                  | LU        | w    |
| 2.016  | Supraśl                              | Distretto di Białystok               | PD        | mw   |
| 2.017  | Suraż                                | Distretto di Białystok               | PD        | mw   |
| 2.018  | Susiec                               | Distretto di Tomaszów Lubelski       | LU        | w    |
| 2.019  | Susz                                 | Distretto di Iława                   | WN        | mw   |
| 2.020  | Suszec                               | Distretto di Pszczyna                | SL        | w    |
| 2.021  | Suwałki                              |                                      | PD        | m    |
| 2.022  | Suwałki (comune rurale)              | Distretto di Suwałki                 | PD        | w    |
| 2.023  | Swarzędz                             | Distretto di Poznań                  | WP        | mw   |
| 2.024  | Syców                                | Distretto di Oleśnica                | DS        | mw   |
| 2.025  | Sypniewo                             | Distretto di Maków                   | MZ        | w    |
| 2.026  | Szadek                               | Distretto di Zduńska Wola            | LD        | mw   |
| 2.027  | Szaflary                             | Distretto di Nowy Targ               | MA        | w    |
| 2.028  | Szamocin                             | Distretto di Chodzież                | WP        | mw   |
| 2.029  | Szamotuły                            | Distretto di Szamotuły               | WP        | mw   |
| 2.030  | Szastarka                            | Distretto di Kraśnik                 | LU        | w    |
| 2.031  | Szczaniec                            | Distretto di Świebodzin              | LB        | w    |
| 2.032  | Szczawin Kościelny                   | Distretto di Gostynin                | MZ        | w    |
| 2.033  | Szczawnica                           | Distretto di Nowy Targ               | MA        | mw   |
| 2.034  | Szczawno-Zdrój                       | Distretto di Wałbrzych               | DS        | m    |
| 2.035  | Szczebrzeszyn                        | Distretto di Zamość                  | LU        | mw   |
| 2.036  | Stettino                             |                                      | ZP        | m    |
| 2.037  | Szczecinek                           | Distretto di Szczecinek              | ZP        | m    |
| 2.038  | Szczecinek (comune rurale)           | Distretto di Szczecinek              | ZP        | w    |
| 2.039  | Szczekociny                          | Distretto di Zawiercie               | SL        | mw   |
| 2.040  | Szczerców                            | Distretto di Bełchatów               | LD        | w    |
| 2.041  | Szczucin                             | Distretto di Dąbrowa                 | MA        | w    |
| 2.042  | Szczuczyn                            | Distretto di Grajewo                 | PD        | mw   |
| 2.043  | Szczurowa                            | Distretto di Brzesko                 | MA        | w    |
| 2.044  | Szczutowo                            | Distretto di Sierpc                  | MZ        | w    |
| 2.045  | Szczyrk                              | Distretto di Bielsko-Biała           | SL        | m    |
| 2.046  | Szczytna                             | Distretto di Kłodzko                 | DS        | mw   |
| 2.047  | Szczytniki                           | Distretto di Kalisz                  | WP        | w    |
| 2.048  | Szczytno                             | Distretto di Szczytno                | WN        | m    |
| 2.049  | Szczytno (comune rurale)             | Distretto di Szczytno                | WN        | w    |
| 2.050  | Szelków                              | Distretto di Maków                   | MZ        | w    |
| 2.051  | Szemud                               | Distretto di Wejherowo               | PM        | w    |
| 2.052  | Szepietowo                           | Distretto di Wysokie Mazowieckie     | PD        | w    |
| 2.053  | Szerzyny                             | Distretto di Tarnów                  | MA        | w    |
| 2.054  | Szklarska Poręba                     | Distretto di Jelenia Góra            | DS        | m    |
| 2.055  | Szlichtyngowa                        | Distretto di Wschowa                 | LB        | mw   |
| 2.056  | Szprotawa                            | Distretto di Żagań                   | LB        | mw   |
| 2.057  | Szreńsk                              | Distretto di Mława                   | MZ        | w    |
| 2.058  | Sztabin                              | Distretto di Augustów                | PD        | w    |
| 2.059  | Sztum                                | Distretto di Sztum                   | PM        | mw   |
| 2.060  | Sztutowo                             | Distretto di Nowy Dwór Gdański       | PM        | w    |
| 2.061  | Szubin                               | Distretto di Nakło                   | KP        | mw   |
| 2.062  | Szudziałowo                          | Distretto di Sokółka                 | PD        | w    |
| 2.063  | Szulborze Wielkie                    | Distretto di Ostrów Mazowiecka       | MZ        | w    |
| 2.064  | Szumowo                              | Distretto di Zambrów                 | PD        | w    |
| 2.065  | Szydłowiec                           | Distretto di Szydłowiec              | MZ        | mw   |
| 2.066  | Szydłowo (Masovia)                   | Distretto di Mława                   | MZ        | w    |
| 2.067  | Szydłowo (Grande Polonia)            | Distretto di Piła                    | WP        | w    |
| 2.068  | Szydłów                              | Distretto di Staszów                 | SK        | w    |
| 2.069  | Szypliszki                           | Distretto di Suwałki                 | PD        | w    |
| 2.070  | Ścinawa                              | Distretto di Lubin                   | DS        | mw   |
| 2.071  | Ślemień                              | Distretto di Żywiec                  | SL        | w    |
| 2.072  | Ślesin                               | Distretto di Konin                   | WP        | mw   |
| 2.073  | Śliwice                              | Distretto di Tuchola                 | KP        | w    |
| 2.074  | Śmigiel                              | Distretto di Kościan                 | WP        | mw   |
| 2.075  | Śniadowo                             | Distretto di Łomża                   | PD        | w    |
| 2.076  | Śrem                                 | Distretto di Śrem                    | WP        | mw   |
| 2.077  | Środa Śląska                         | Distretto di Środa Śląska            | DS        | mw   |
| 2.078  | Środa Wielkopolska                   | Distretto di Środa Wielkopolska      | WP        | mw   |
| 2.079  | Świątki                              | Distretto di Olsztyn                 | WN        | w    |
| 2.080  | Świątniki Górne                      | Distretto di Cracovia                | MA        | mw   |
| 2.081  | Świdnica (Bassa Slesia)              | Distretto di Świdnica                | DS        | m    |
| 2.082  | Świdnica (comune rurale)             | Distretto di Świdnica                | DS        | w    |
| 2.083  | Świdnica (Lubusz)                    | Distretto di Zielona Góra            | LB        | w    |
| 2.084  | Świdnik                              | Distretto di Świdnik                 | LU        | m    |
| 2.085  | Świdwin                              | Distretto di Świdwin                 | ZP        | m    |
| 2.086  | Świdwin (comune rurale)              | Distretto di Świdwin                 | ZP        | w    |
| 2.087  | Świebodzice                          | Distretto di Świdnica                | DS        | m    |
| 2.088  | Świebodzin                           | Distretto di Świebodzin              | LB        | mw   |
| 2.089  | Świecie                              | Distretto di Świecie                 | KP        | mw   |
| 2.090  | Świecie nad Osą                      | Distretto di Grudziądz               | KP        | w    |
| 2.091  | Świedziebnia                         | Distretto di Brodnica                | KP        | w    |
| 2.092  | Świekatowo                           | Distretto di Świecie                 | KP        | w    |
| 2.093  | Świeradów-Zdrój                      | Distretto di Lubań                   | DS        | m    |
| 2.094  | Świercze                             | Distretto di Pułtusk                 | MZ        | w    |
| 2.095  | Świerczów                            | Distretto di Namysłów                | OP        | w    |
| 2.096  | Świerklaniec                         | Distretto di Tarnowskie Góry         | SL        | w    |
| 2.097  | Świerklany                           | Distretto di Rybnik                  | SL        | w    |
| 2.098  | Świerzawa                            | Distretto di Złotoryja               | DS        | mw   |
| 2.099  | Świerzno                             | Distretto di Kamień Pomorski         | ZP        | w    |
| 2.100  | Świeszyno                            | Distretto di Koszalin                | ZP        | w    |
| 2.101  | Święciechowa                         | Distretto di Leszno                  | WP        | w    |
| 2.102  | Święta Katarzyna                     | Distretto di Breslavia               | DS        | mw   |
| 2.103  | Świętajno (Olecko)                   | Distretto di Olecko                  | WN        | w    |
| 2.104  | Świętajno (Szczytno)                 | Distretto di Szczytno                | WN        | w    |
| 2.105  | Świętochłowice                       |                                      | SL        | m    |
| 2.106  | Świlcza                              | Distretto di Rzeszów                 | PK        | w    |
| 2.107  | Świnice Warckie                      | Distretto di Łęczyca                 | LD        | w    |
| 2.108  | Świnna                               | Distretto di Żywiec                  | SL        | w    |
| 2.109  | Świnoujście                          |                                      | ZP        | m    |
| 2.110  | Tarczyn                              | Distretto di Piaseczno               | MZ        | mw   |
| 2.111  | Tarłów                               | Distretto di Opatów                  | SK        | w    |
| 2.112  | Tarnawatka                           | Distretto di Tomaszów Lubelski       | LU        | w    |
| 2.113  | Tarnobrzeg                           |                                      | PK        | m    |
| 2.114  | Tarnogród                            | Distretto di Biłgoraj                | LU        | mw   |
| 2.115  | Tarnowiec                            | Distretto di Jasło                   | PK        | w    |
| 2.116  | Tarnowo Podgórne                     | Distretto di Poznań                  | WP        | w    |
| 2.117  | Tarnowskie Góry                      | Distretto di Tarnowskie Góry         | SL        | m    |
| 2.118  | Tarnów                               |                                      | MA        | m    |
| 2.119  | Tarnów (comune rurale)               | Distretto di Tarnów                  | MA        | w    |
| 2.120  | Tarnów Opolski                       | Distretto di Opole                   | OP        | w    |
| 2.121  | Tarnówka                             | Distretto di Złotów                  | WP        | w    |
| 2.122  | Tczew                                | Distretto di Tczew                   | PM        | m    |
| 2.123  | Tczew (comune rurale)                | Distretto di Tczew                   | PM        | w    |
| 2.124  | Tczów                                | Distretto di Zwoleń                  | MZ        | w    |
| 2.125  | Telatyn                              | Distretto di Tomaszów Lubelski       | LU        | w    |
| 2.126  | Teresin                              | Distretto di Sochaczew               | MZ        | w    |
| 2.127  | Terespol                             | Distretto di Biała Podlaska          | LU        | m    |
| 2.128  | Terespol (comune rurale)             | Distretto di Biała Podlaska          | LU        | w    |
| 2.129  | Tereszpol                            | Distretto di Biłgoraj                | LU        | w    |
| 2.130  | Tłuchowo                             | Distretto di Lipno                   | KP        | w    |
| 2.131  | Tłuszcz                              | Distretto di Wołomin                 | MZ        | mw   |
| 2.132  | Tokarnia                             | Distretto di Myślenice               | MA        | w    |
| 2.133  | Tolkmicko                            | Distretto di Elbląg                  | WN        | mw   |
| 2.134  | Tomaszów Lubelski                    | Distretto di Tomaszów Lubelski       | LU        | m    |
| 2.135  | Tomaszów Lubelski (comune rurale)    | Distretto di Tomaszów Lubelski       | LU        | w    |
| 2.136  | Tomaszów Mazowiecki                  | Distretto di Tomaszów Mazowiecki     | LD        | m    |
| 2.137  | Tomaszów Mazowiecki (comune rurale)  | Distretto di Tomaszów Mazowiecki     | LD        | w    |
| 2.138  | Tomice (Polonia)                     | Distretto di Wadowice                | MA        | w    |
| 2.139  | Topólka                              | Distretto di Radziejów               | KP        | w    |
| 2.140  | Toruń                                |                                      | KP        | m    |
| 2.141  | Torzym                               | Distretto di Sulęcin                 | LB        | mw   |
| 2.142  | Toszek                               | Distretto di Gliwice                 | SL        | mw   |
| 2.143  | Trawniki                             | Distretto di Świdnik                 | LU        | w    |
| 2.144  | Trąbki Wielkie                       | Distretto di Danzica                 | PM        | w    |
| 2.145  | Trojanów                             | Distretto di Garwolin                | MZ        | w    |
| 2.146  | Troszyn                              | Distretto di Ostrołęka               | MZ        | w    |
| 2.147  | Tryńcza                              | Distretto di Przeworsk               | PK        | w    |
| 2.148  | Trzciana                             | Distretto di Bochnia                 | MA        | w    |
| 2.149  | Trzcianka                            | Distretto di Czarnków e Trzcianka    | WP        | mw   |
| 2.150  | Trzcianne                            | Distretto di Mońki                   | PD        | w    |
| 2.151  | Trzciel                              | Distretto di Międzyrzecz             | LB        | mw   |
| 2.152  | Trzcinica                            | Distretto di Kępno                   | WP        | w    |
| 2.153  | Trzcińsko-Zdrój                      | Distretto di Gryfino                 | ZP        | mw   |
| 2.154  | Trzebiatów                           | Distretto di Gryfice                 | ZP        | mw   |
| 2.155  | Trzebiechów                          | Distretto di Zielona Góra            | LB        | w    |
| 2.156  | Trzebiel                             | Distretto di Żary                    | LB        | w    |
| 2.157  | Trzebielino                          | Distretto di Bytów                   | PM        | w    |
| 2.158  | Trzebieszów                          | Distretto di Łuków                   | LU        | w    |
| 2.159  | Trzebinia                            | Distretto di Chrzanów                | MA        | mw   |
| 2.160  | Trzebnica                            | Distretto di Trzebnica               | DS        | mw   |
| 2.161  | Trzebownisko                         | Distretto di Rzeszów                 | PK        | w    |
| 2.162  | Trzemeszno                           | Distretto di Gniezno                 | WP        | mw   |
| 2.163  | Trzeszczany                          | Distretto di Hrubieszów              | LU        | w    |
| 2.164  | Trzyciąż                             | Distretto di Olkusz                  | MA        | w    |
| 2.165  | Trzydnik Duży                        | Distretto di Kraśnik                 | LU        | w    |
| 2.166  | Tuchola                              | Distretto di Tuchola                 | KP        | mw   |
| 2.167  | Tuchomie                             | Distretto di Bytów                   | PM        | w    |
| 2.168  | Tuchów                               | Distretto di Tarnów                  | MA        | mw   |
| 2.169  | Tuczępy                              | Distretto di Busko-Zdrój             | SK        | w    |
| 2.170  | Tuczna                               | Distretto di Biała Podlaska          | LU        | w    |
| 2.171  | Tuczno                               | Distretto di Wałcz                   | ZP        | mw   |
| 2.172  | Tuliszków                            | Distretto di Turek                   | WP        | mw   |
| 2.173  | Tułowice                             | Distretto di Opole                   | OP        | w    |
| 2.174  | Tuplice                              | Distretto di Żary                    | LB        | w    |
| 2.175  | Turawa                               | Distretto di Opole                   | OP        | w    |
| 2.176  | Turek                                | Distretto di Turek                   | WP        | m    |
| 2.177  | Turek (comune rurale)                | Distretto di Turek                   | WP        | w    |
| 2.178  | Turobin                              | Distretto di Biłgoraj                | LU        | w    |
| 2.179  | Turośl                               | Distretto di Kolno                   | PD        | w    |
| 2.180  | Turośń Kościelna                     | Distretto di Białystok               | PD        | w    |
| 2.181  | Tuszów Narodowy                      | Distretto di Mielec                  | PK        | w    |
| 2.182  | Tuszyn                               | Distretto di Łódź Est                | LD        | mw   |
| 2.183  | Twardogóra                           | Distretto di Oleśnica                | DS        | mw   |
| 2.184  | Tworóg                               | Distretto di Tarnowskie Góry         | SL        | w    |
| 2.185  | Tychowo                              | Distretto di Białogard               | ZP        | w    |
| 2.186  | Tychy                                |                                      | SL        | m    |
| 2.187  | Tyczyn                               | Distretto di Rzeszów                 | PK        | mw   |
| 2.188  | Tykocin                              | Distretto di Białystok               | PD        | mw   |
| 2.189  | Tymbark                              | Distretto di Limanowa                | MA        | w    |
| 2.190  | Tyrawa Wołoska                       | Distretto di Sanok                   | PK        | w    |
| 2.191  | Tyszowce                             | Distretto di Tomaszów Lubelski       | LU        | mw   |
| 2.192  | Uchanie                              | Distretto di Hrubieszów              | LU        | w    |
| 2.193  | Udanin                               | Distretto di Środa Śląska            | DS        | w    |
| 2.194  | Ujazd (Opole)                        | Distretto di Strzelce                | OP        | mw   |
| 2.195  | Ujazd (Łódź)                         | Distretto di Tomaszów Mazowiecki     | LD        | w    |
| 2.196  | Ujsoły                               | Distretto di Żywiec                  | SL        | w    |
| 2.197  | Ujście                               | Distretto di Piła                    | WP        | mw   |
| 2.198  | Ulan-Majorat                         | Distretto di Radzyń Podlaski         | LU        | w    |
| 2.199  | Ulanów                               | Distretto di Nisko                   | PK        | mw   |
| 2.200  | Ulhówek                              | Distretto di Tomaszów Lubelski       | LU        | w    |
| 2.201  | Ułęż                                 | Distretto di Ryki                    | LU        | w    |
| 2.202  | Uniejów                              | Distretto di Poddębice               | LD        | mw   |
| 2.203  | Unisław                              | Distretto di Chełmno                 | KP        | w    |
| 2.204  | Urszulin                             | Distretto di Włodawa                 | LU        | w    |
| 2.205  | Urzędów                              | Distretto di Kraśnik                 | LU        | w    |
| 2.206  | Ustka                                | Distretto di Słupsk                  | PM        | m    |
| 2.207  | Ustka (comune rurale)                | Distretto di Słupsk                  | PM        | w    |
| 2.208  | Ustronie Morskie                     | Distretto di Kołobrzeg               | ZP        | w    |
| 2.209  | Ustroń                               | Distretto di Cieszyn                 | SL        | m    |
| 2.210  | Ustrzyki Dolne                       | Distretto di Bieszczady              | PK        | mw   |
| 2.211  | Uście Gorlickie                      | Distretto di Gorlice                 | MA        | w    |
| 2.212  | Uścimów                              | Distretto di Lubartów                | LU        | w    |
| 2.213  | Wadowice                             | Distretto di Wadowice                | MA        | mw   |
| 2.214  | Wadowice Górne                       | Distretto di Mielec                  | PK        | w    |
| 2.215  | Waganiec                             | Distretto di Aleksandrów Kujawski    | KP        | w    |
| 2.216  | Walce                                | Distretto di Krapkowice              | OP        | w    |
| 2.217  | Walim                                | Distretto di Wałbrzych               | DS        | w    |
| 2.218  | Wałbrzych                            | Distretto di Wałbrzych               | DS        | m    |
| 2.219  | Wałcz                                | Distretto di Wałcz                   | ZP        | m    |
| 2.220  | Wałcz (comune rurale)                | Distretto di Wałcz                   | ZP        | w    |
| 2.221  | Wapno                                | Distretto di Wągrowiec               | WP        | w    |
| 2.222  | Warka (comune urbano)                | Distretto di Grójec                  | MZ        | mw   |
| 2.223  | Warlubie                             | Distretto di Świecie                 | KP        | w    |
| 2.224  | Warnice                              | Distretto di Pyrzyce                 | ZP        | w    |
| 2.225  | Varsavia                             |                                      | MZ        | m    |
| 2.226  | Warta (comune))                      | Distretto di Sieradz                 | LD        | mw   |
| 2.227  | Warta Bolesławiecka                  | Distretto di Bolesławiec             | DS        | w    |
| 2.228  | Wartkowice                           | Distretto di Poddębice               | LD        | w    |
| 2.229  | Wasilków                             | Distretto di Białystok               | PD        | mw   |
| 2.230  | Waśniów                              | Distretto di Ostrowiec Świętokrzyski | SK        | w    |
| 2.231  | Wąbrzeźno                            | Distretto di Wąbrzeźno               | KP        | m    |
| 2.232  | Wąbrzeźno (comune rurale)            | Distretto di Wąbrzeźno               | KP        | w    |
| 2.233  | Wąchock                              | Distretto di Starachowice            | SK        | mw   |
| 2.234  | Wądroże Wielkie                      | Distretto di Jawor                   | DS        | w    |
| 2.235  | Wągrowiec                            | Distretto di Wągrowiec               | WP        | m    |
| 2.236  | Wągrowiec (comune rurale)            | Distretto di Wągrowiec               | WP        | w    |
| 2.237  | Wąpielsk                             | Distretto di Rypin                   | KP        | w    |
| 2.238  | Wąsewo                               | Distretto di Ostrów Mazowiecka       | MZ        | w    |
| 2.239  | Wąsosz (Bassa Slesia)                | Distretto di Góra                    | DS        | mw   |
| 2.240  | Wąsosz (Podlachia)                   | Distretto di Grajewo                 | PD        | w    |
| 2.241  | Wąwolnica                            | Distretto di Puławy                  | LU        | w    |
| 2.242  | Wejherowo                            | Distretto di Wejherowo               | PM        | m    |
| 2.243  | Wejherowo (comune rurale)            | Distretto di Wejherowo               | PM        | w    |
| 2.244  | Werbkowice                           | Distretto di Hrubieszów              | LU        | w    |
| 2.245  | Węgierska Górka                      | Distretto di Żywiec                  | SL        | w    |
| 2.246  | Węgliniec                            | Distretto di Zgorzelec               | DS        | mw   |
| 2.247  | Węgorzewo                            | Distretto di Węgorzewo               | WN        | mw   |
| 2.248  | Węgorzyno                            | Distretto di Łobez                   | ZP        | mw   |
| 2.249  | Węgrów                               | Distretto di Węgrów                  | MZ        | m    |
| 2.250  | Wiązowna                             | Distretto di Otwock                  | MZ        | w    |
| 2.251  | Wiązownica                           | Distretto di Jarosław                | PK        | w    |
| 2.252  | Wiązów                               | Distretto di Strzelin                | DS        | mw   |
| 2.253  | Wicko                                | Distretto di Lębork                  | PM        | w    |
| 2.254  | Widawa                               | Distretto di Łask                    | LD        | w    |
| 2.255  | Widuchowa                            | Distretto di Gryfino                 | ZP        | w    |
| 2.256  | Wieczfnia Kościelna                  | Distretto di Mława                   | MZ        | w    |
| 2.257  | Wielbark                             | Distretto di Szczytno                | WN        | w    |
| 2.258  | Wieleń                               | Distretto di Czarnków e Trzcianka    | WP        | mw   |
| 2.259  | Wielgie                              | Distretto di Lipno                   | KP        | w    |
| 2.260  | Wielgomłyny                          | Distretto di Radomsko                | LD        | w    |
| 2.261  | Wielichowo                           | Distretto di Grodzisk Wielkopolski   | WP        | mw   |
| 2.262  | Wieliczka                            | Distretto di Wieliczka               | MA        | mw   |
| 2.263  | Wieliczki                            | Distretto di Olecko                  | WN        | w    |
| 2.264  | Wieliszew                            | Distretto di Legionowo               | MZ        | w    |
| 2.265  | Wielka Nieszawka                     | Distretto di Toruń                   | KP        | w    |
| 2.266  | Wielka Wieś                          | Distretto di Cracovia                | MA        | w    |
| 2.267  | Wielkie Oczy                         | Distretto di Lubaczów                | PK        | w    |
| 2.268  | Wielopole Skrzyńskie                 | Distretto di Ropczyce                | PK        | w    |
| 2.269  | Wielowieś                            | Distretto di Gliwice                 | SL        | w    |
| 2.270  | Wieluń                               | Distretto di Wieluń                  | LD        | mw   |
| 2.271  | Wieniawa                             | Distretto di Przysucha               | MZ        | w    |
| 2.272  | Wieprz                               | Distretto di Wadowice                | MA        | w    |
| 2.273  | Wieruszów                            | Distretto di Wieruszów               | LD        | mw   |
| 2.274  | Wierzbica (Lublino)                  | Distretto di Chełm                   | LU        | w    |
| 2.275  | Wierzbica (Masovia)                  | Distretto di Radom                   | MZ        | w    |
| 2.276  | Wierzbinek                           | Distretto di Konin                   | WP        | w    |
| 2.277  | Wierzbno (Słupca)                    | Distretto di Węgrów                  | MZ        | w    |
| 2.278  | Wierzchlas                           | Distretto di Wieluń                  | LD        | w    |
| 2.279  | Wierzchosławice                      | Distretto di Tarnów                  | MA        | w    |
| 2.280  | Wierzchowo                           | Distretto di Drawsko Pomorskie       | ZP        | w    |
| 2.281  | Wietrzychowice                       | Distretto di Tarnów                  | MA        | w    |
| 2.282  | Więcbork                             | Distretto di Sępólno                 | KP        | mw   |
| 2.283  | Wijewo                               | Distretto di Leszno                  | WP        | w    |
| 2.284  | Wilamowice                           | Distretto di Bielsko-Biała           | SL        | mw   |
| 2.285  | Wilczęta                             | Distretto di Braniewo                | WN        | w    |
| 2.286  | Wilczyce                             | Distretto di Sandomierz              | SK        | w    |
| 2.287  | Wilczyn                              | Distretto di Konin                   | WP        | w    |
| 2.288  | Wilga                                | Distretto di Garwolin                | MZ        | w    |
| 2.289  | Wilkołaz                             | Distretto di Kraśnik                 | LU        | w    |
| 2.290  | Wilkowice                            | Distretto di Bielsko-Biała           | SL        | w    |
| 2.291  | Wilków (Opole)                       | Distretto di Namysłów                | OP        | w    |
| 2.292  | Wilków (Lublino)                     | Distretto di Opole Lubelskie         | LU        | w    |
| 2.293  | Winnica                              | Distretto di Pułtusk                 | MZ        | w    |
| 2.294  | Wińsko                               | Distretto di Wołów                   | DS        | w    |
| 2.295  | Wiskitki                             | Distretto di Żyrardów                | MZ        | w    |
| 2.296  | Wisła                                | Distretto di Cieszyn                 | SL        | m    |
| 2.297  | Wisznia Mała                         | Distretto di Trzebnica               | DS        | w    |
| 2.298  | Wisznice                             | Distretto di Biała Podlaska          | LU        | w    |
| 2.299  | Wiślica                              | Distretto di Busko-Zdrój             | SK        | w    |
| 2.300  | Wiśniew                              | Distretto di Siedlce                 | MZ        | w    |
| 2.301  | Wiśniewo                             | Distretto di Mława                   | MZ        | w    |
| 2.302  | Wiśniowa (Piccola Polonia)           | Distretto di Myślenice               | MA        | w    |
| 2.303  | Wiśniowa (Precarpazia)               | Distretto di Strzyżów                | PK        | w    |
| 2.304  | Witkowo                              | Distretto di Gniezno                 | WP        | mw   |
| 2.305  | Witnica                              | Distretto di Gorzów                  | LB        | mw   |
| 2.306  | Witonia                              | Distretto di Łęczyca                 | LD        | w    |
| 2.307  | Wizna                                | Distretto di Łomża                   | PD        | w    |
| 2.308  | Wiżajny                              | Distretto di Suwałki                 | PD        | w    |
| 2.309  | Wleń                                 | Distretto di Lwówek Śląski           | DS        | mw   |
| 2.310  | Władysławowo                         | Distretto di Puck                    | PM        | m    |
| 2.311  | Władysławów                          | Distretto di Turek                   | WP        | w    |
| 2.312  | Włocławek                            |                                      | KP        | m    |
| 2.313  | Włocławek (comune rurale)            | Distretto di Włocławek               | KP        | w    |
| 2.314  | Włodawa                              | Distretto di Włodawa                 | LU        | m    |
| 2.315  | Włodawa (comune rurale)              | Distretto di Włodawa                 | LU        | w    |
| 2.316  | Włodowice                            | Distretto di Zawiercie               | SL        | w    |
| 2.317  | Włoszakowice                         | Distretto di Leszno                  | WP        | w    |
| 2.318  | Włoszczowa                           | Distretto di Włoszczowa              | SK        | mw   |
| 2.319  | Wodynie                              | Distretto di Siedlce                 | MZ        | w    |
| 2.320  | Wodzierady                           | Distretto di Łask                    | LD        | w    |
| 2.321  | Wodzisław                            | Distretto di Jędrzejów               | SK        | w    |
| 2.322  | Wodzisław Śląski                     | Distretto di Wodzisław Śląski        | SL        | m    |
| 2.323  | Wohyń                                | Distretto di Radzyń Podlaski         | LU        | w    |
| 2.324  | Wojaszówka                           | Distretto di Krosno                  | PK        | w    |
| 2.325  | Wojciechowice                        | Distretto di Opatów                  | SK        | w    |
| 2.326  | Wojciechów                           | Distretto di Lublino                 | LU        | w    |
| 2.327  | Wojcieszków                          | Distretto di Łuków                   | LU        | w    |
| 2.328  | Wojcieszów                           | Distretto di Złotoryja               | DS        | m    |
| 2.329  | Wojkowice                            | Distretto di Będzin                  | SL        | m    |
| 2.330  | Wojnicz                              | Distretto di Tarnów                  | MA        | mw   |
| 2.331  | Wojsławice                           | Distretto di Chełm                   | LU        | w    |
| 2.332  | Wola Krzysztoporska                  | Distretto di Piotrków                | LD        | w    |
| 2.333  | Wola Mysłowska                       | Distretto di Łuków                   | LU        | w    |
| 2.334  | Wola Uhruska                         | Distretto di Włodawa                 | LU        | w    |
| 2.335  | Wolanów                              | Distretto di Radom                   | MZ        | w    |
| 2.336  | Wolbórz                              | Distretto di Piotrków                | LD        | w    |
| 2.337  | Wolbrom                              | Distretto di Olkusz                  | MA        | mw   |
| 2.338  | Wolin                                | Distretto di Kamień Pomorski         | ZP        | mw   |
| 2.339  | Wolsztyn                             | Distretto di Wolsztyn                | WP        | mw   |
| 2.340  | Wołczyn                              | Distretto di Kluczbork               | OP        | mw   |
| 2.341  | Wołomin                              | Distretto di Wołomin                 | MZ        | mw   |
| 2.342  | Wołów                                | Distretto di Wołów                   | DS        | mw   |
| 2.343  | Woźniki                              | Distretto di Lubliniec               | SL        | mw   |
| 2.344  | Wólka                                | Distretto di Lublino                 | LU        | w    |
| 2.345  | Wręczyca Wielka                      | Distretto di Kłobuck                 | SL        | w    |
| 2.346  | Wrocław                              |                                      | DS        | m    |
| 2.347  | Wronki                               | Distretto di Szamotuły               | WP        | mw   |
| 2.348  | Wróblew                              | Distretto di Sieradz                 | LD        | w    |
| 2.349  | Września                             | Distretto di Września                | WP        | mw   |
| 2.350  | Wschowa                              | Distretto di Wschowa                 | LB        | mw   |
| 2.351  | Wydminy                              | Distretto di Giżycko                 | WN        | w    |
| 2.352  | Wymiarki                             | Distretto di Żagań                   | LB        | w    |
| 2.353  | Wyry                                 | Distretto di Mikołów                 | SL        | w    |
| 2.354  | Wyryki                               | Distretto di Włodawa                 | LU        | w    |
| 2.355  | Wyrzysk                              | Distretto di Piła                    | WP        | mw   |
| 2.356  | Wysoka                               | Distretto di Piła                    | WP        | mw   |
| 2.357  | Wysokie                              | Distretto di Lublino                 | LU        | w    |
| 2.358  | Wysokie Mazowieckie                  | Distretto di Wysokie Mazowieckie     | PD        | m    |
| 2.359  | Wysokie Mazowieckie (comune rurale)  | Distretto di Wysokie Mazowieckie     | PD        | w    |
| 2.360  | Wyszki                               | Distretto di Bielsk                  | PD        | w    |
| 2.361  | Wyszków                              | Distretto di Wyszków                 | MZ        | mw   |
| 2.362  | Wyszogród                            | Distretto di Płock                   | MZ        | mw   |
| 2.363  | Wyśmierzyce                          | Distretto di Białobrzegi             | MZ        | mw   |
| 2.364  | Zabierzów                            | Distretto di Cracovia                | MA        | w    |
| 2.365  | Zabłudów                             | Distretto di Białystok               | PD        | mw   |
| 2.366  | Zabór                                | Distretto di Zielona Góra            | LB        | w    |
| 2.367  | Zabrodzie                            | Distretto di Wyszków                 | MZ        | w    |
| 2.368  | Zabrze                               |                                      | SL        | m    |
| 2.369  | Zadzim                               | Distretto di Poddębice               | LD        | w    |
| 2.370  | Zagnańsk                             | Distretto di Kielce                  | SK        | w    |
| 2.371  | Zagórów                              | Distretto di Słupca                  | WP        | mw   |
| 2.372  | Zagórz                               | Distretto di Sanok                   | PK        | mw   |
| 2.373  | Zagrodno                             | Distretto di Złotoryja               | DS        | w    |
| 2.374  | Zakliczyn                            | Distretto di Tarnów                  | MA        | mw   |
| 2.375  | Zaklików                             | Distretto di Stalowa Wola            | PK        | w    |
| 2.376  | Zakopane                             | Distretto di Tatra                   | MA        | m    |
| 2.377  | Zakroczym                            | Distretto di Nowy Dwór Mazowiecki    | MZ        | mw   |
| 2.378  | Zakrzew (Lublino)                    | Distretto di Lublino                 | LU        | w    |
| 2.379  | Zakrzew (Masovia)                    | Distretto di Radom                   | MZ        | w    |
| 2.380  | Zakrzewo (Cuiavia-Pomerania)         | Distretto di Aleksandrów Kujawski    | KP        | w    |
| 2.381  | Zakrzewo (Grande Polonia)            | Distretto di Złotów                  | WP        | w    |
| 2.382  | Zakrzówek                            | Distretto di Kraśnik                 | LU        | w    |
| 2.383  | Zalesie                              | Distretto di Biała Podlaska          | LU        | w    |
| 2.384  | Zaleszany                            | Distretto di Stalowa Wola            | PK        | w    |
| 2.385  | Zalewo                               | Distretto di Iława                   | WN        | mw   |
| 2.386  | Załuski                              | Distretto di Płońsk                  | MZ        | w    |
| 2.387  | Zambrów                              | Distretto di Zambrów                 | PD        | m    |
| 2.388  | Zambrów (comune rurale)              | Distretto di Zambrów                 | PD        | w    |
| 2.389  | Zamość                               |                                      | LU        | m    |
| 2.390  | Zamość (comune rurale)               | Distretto di Zamość                  | LU        | w    |
| 2.391  | Zaniemyśl                            | Distretto di Środa Wielkopolska      | WP        | w    |
| 2.392  | Zapolice                             | Distretto di Zduńska Wola            | LD        | w    |
| 2.393  | Zaręby Kościelne                     | Distretto di Ostrów Mazowiecka       | MZ        | w    |
| 2.394  | Zarszyn                              | Distretto di Sanok                   | PK        | w    |
| 2.395  | Zarzecze                             | Distretto di Przeworsk               | PK        | w    |
| 2.396  | Zator                                | Distretto di Oświęcim                | MA        | mw   |
| 2.397  | Zatory                               | Distretto di Pułtusk                 | MZ        | w    |
| 2.398  | Zawady                               | Distretto di Białystok               | PD        | w    |
| 2.399  | Zawadzkie                            | Distretto di Strzelce                | OP        | mw   |
| 2.400  | Zawichost                            | Distretto di Sandomierz              | SK        | mw   |
| 2.401  | Zawidów                              | Distretto di Zgorzelec               | DS        | m    |
| 2.402  | Zawidz                               | Distretto di Sierpc                  | MZ        | w    |
| 2.403  | Zawiercie                            | Distretto di Zawiercie               | SL        | m    |
| 2.404  | Zawoja                               | Distretto di Sucha                   | MA        | w    |
| 2.405  | Zawonia                              | Distretto di Trzebnica               | DS        | w    |
| 2.406  | Ząbki                                | Distretto di Wołomin                 | MZ        | m    |
| 2.407  | Ząbkowice Śląskie                    | Distretto di Ząbkowice Śląskie       | DS        | mw   |
| 2.408  | Zbąszynek                            | Distretto di Świebodzin              | LB        | mw   |
| 2.409  | Zbąszyń                              | Distretto di Nowy Tomyśl             | WP        | mw   |
| 2.410  | Zbiczno                              | Distretto di Brodnica                | KP        | w    |
| 2.411  | Zblewo                               | Distretto di Starogard               | PM        | w    |
| 2.412  | Zbójna                               | Distretto di Łomża                   | PD        | w    |
| 2.413  | Zbójno                               | Distretto di Golub-Dobrzyń           | KP        | w    |
| 2.414  | Zbrosławice                          | Distretto di Tarnowskie Góry         | SL        | w    |
| 2.415  | Zbuczyn                              | Distretto di Siedlce                 | MZ        | w    |
| 2.416  | Zduny (Grande Polonia)               | Distretto di Krotoszyn               | WP        | mw   |
| 2.417  | Zduny (Łódź)                         | Distretto di Łowicz                  | LD        | w    |
| 2.418  | Zduńska Wola                         | Distretto di Zduńska Wola            | LD        | m    |
| 2.419  | Zduńska Wola (comune rurale)         | Distretto di Zduńska Wola            | LD        | w    |
| 2.420  | Zdzieszowice                         | Distretto di Krapkowice              | OP        | mw   |
| 2.421  | Zebrzydowice                         | Distretto di Cieszyn                 | SL        | w    |
| 2.422  | Zelów                                | Distretto di Bełchatów               | LD        | mw   |
| 2.423  | Zembrzyce                            | Distretto di Sucha                   | MA        | w    |
| 2.424  | Zębowice                             | Distretto di Olesno                  | OP        | w    |
| 2.425  | Zgierz                               | Distretto di Zgierz                  | LD        | m    |
| 2.426  | Zgierz (comune rurale)               | Distretto di Zgierz                  | LD        | w    |
| 2.427  | Zgorzelec                            | Distretto di Zgorzelec               | DS        | m    |
| 2.428  | Zgorzelec (comune rurale)            | Distretto di Zgorzelec               | DS        | w    |
| 2.429  | Zielona Góra                         |                                      | LB        | m    |
| 2.430  | Zielona Góra (comune rurale)         | Distretto di Zielona Góra            | LB        | w    |
| 2.431  | Zielonka                             | Distretto di Wołomin                 | MZ        | m    |
| 2.432  | Zielonki                             | Distretto di Cracovia                | MA        | w    |
| 2.433  | Ziębice                              | Distretto di Ząbkowice Śląskie       | DS        | mw   |
| 2.434  | Zławieś Wielka                       | Distretto di Toruń                   | KP        | w    |
| 2.435  | Złocieniec                           | Distretto di Drawsko Pomorskie       | ZP        | mw   |
| 2.436  | Złoczew                              | Distretto di Sieradz                 | LD        | mw   |
| 2.437  | Złota                                | Distretto di Pińczów                 | SK        | w    |
| 2.438  | Złotniki Kujawskie                   | Distretto di Inowrocław              | KP        | w    |
| 2.439  | Złotoryja                            | Distretto di Złotoryja               | DS        | m    |
| 2.440  | Złotoryja (comune rurale)            | Distretto di Złotoryja               | DS        | w    |
| 2.441  | Złotów                               | Distretto di Złotów                  | WP        | m    |
| 2.442  | Złotów (comune rurale)               | Distretto di Złotów                  | WP        | w    |
| 2.443  | Złoty Stok                           | Distretto di Ząbkowice Śląskie       | DS        | mw   |
| 2.444  | Zwierzyn                             | Distretto di Strzelce-Drezdenko      | LB        | w    |
| 2.445  | Zwierzyniec                          | Distretto di Zamość                  | LU        | mw   |
| 2.446  | Zwoleń                               | Distretto di Zwoleń                  | MZ        | mw   |
| 2.447  | Żabia Wola                           | Distretto di Grodzisk Mazowiecki     | MZ        | w    |
| 2.448  | Żabno                                | Distretto di Tarnów                  | MA        | mw   |
| 2.449  | Żagań                                | Distretto di Żagań                   | LB        | m    |
| 2.450  | Żagań (comune rurale)                | Distretto di Żagań                   | LB        | w    |
| 2.451  | Żarki                                | Distretto di Myszków                 | SL        | mw   |
| 2.452  | Żarnowiec                            | Distretto di Zawiercie               | SL        | w    |
| 2.453  | Żarnów                               | Distretto di Opoczno                 | LD        | w    |
| 2.454  | Żarów                                | Distretto di Świdnica                | DS        | mw   |
| 2.455  | Żary                                 | Distretto di Żary                    | LB        | m    |
| 2.456  | Żary (comune rurale)                 | Distretto di Żary                    | LB        | w    |
| 2.457  | Żegocina                             | Distretto di Bochnia                 | MA        | w    |
| 2.458  | Żelazków (Grande Polonia)            | Distretto di Kalisz                  | WP        | w    |
| 2.459  | Żelechlinek                          | Distretto di Tomaszów Mazowiecki     | LD        | w    |
| 2.460  | Żelechów                             | Distretto di Garwolin                | MZ        | mw   |
| 2.461  | Żerków                               | Distretto di Jarocin                 | WP        | mw   |
| 2.462  | Żmigród                              | Distretto di Trzebnica               | DS        | mw   |
| 2.463  | Żmudź                                | Distretto di Chełm                   | LU        | w    |
| 2.464  | Żnin                                 | Distretto di Żnin                    | KP        | mw   |
| 2.465  | Żołynia                              | Distretto di Łańcut                  | PK        | w    |
| 2.466  | Żory                                 |                                      | SL        | m    |
| 2.467  | Żółkiewka                            | Distretto di Krasnystaw              | LU        | w    |
| 2.468  | Żórawina                             | Distretto di Breslavia               | DS        | w    |
| 2.469  | Żukowice                             | Distretto di Głogów                  | DS        | w    |
| 2.470  | Żukowo                               | Distretto di Kartuzy                 | PM        | mw   |
| 2.471  | Żurawica                             | Distretto di Przemyśl                | PK        | w    |
| 2.472  | Żuromin                              | Distretto di Żuromin                 | MZ        | mw   |
| 2.473  | Żychlin                              | Distretto di Kutno                   | LD        | mw   |
| 2.474  | Żyraków                              | Distretto di Dębica                  | PK        | w    |
| 2.475  | Żyrardów                             | Distretto di Żyrardów                | MZ        | m    |
| 2.476  | Żyrzyn                               | Distretto di Puławy                  | LU        | w    |
| 2.477  | Żytno                                | Distretto di Radomsko                | LD        | w    |
| 2.478  | Żywiec                               | Distretto di Żywiec                  | SL        | m    |

Sigle dei tipi di comune:

m: miejska (comuni urbani), mw: miejsko-wiejska (comuni urbano-rurali), w: wiejska (comuni rurali).